# Дрофа
Дрофа́, или дуда́к (лат. Otis tarda), — вид птиц из семейства дрофиных. Выделяют два подвида. Распространена главным образом в степных и полупустынных районах Евразии, местами встречается на открытых пространствах более северных широт. Часто селится на пастбищах, пашнях и других используемых в сельском хозяйстве территориях. В западной и южной частях ареала — преимущественно оседлая птица, на севере и востоке — перелётная либо частично перелётная.
Дрофа питается растительной и животной пищей — травами, зеленью культурных растений, насекомыми, иногда ящерицами и мышевидными грызунами. Гнездится с апреля по июнь, в кладке — 1—3 яйца желтоватой, зеленоватой или голубоватой окраски со сложным рисунком.
В XIX веке эта птица в России считалась популярным объектом охоты. Некогда многочисленная и широко распространённая птица, в XX веке дрофа стала очень редким, исчезающим в дикой природе видом. По этой причине в настоящее время дрофа находится под охраной Красной книги Международного союза охраны природы, Красных книг всех стран, где она обитает, и различных международных конвенций. Ряд проектов направлен на сохранение и реинтродукцию вида в места, где он исчез ранее. Основные причины вымирания связаны с деятельностью человека — неконтролируемая охота, интенсификация сельского хозяйства (использование сельскохозяйственной механизированной техники, удобрений и пестицидов, распашка степей и пастбищ).

## Этимология
Ранее в литературе существовали различные названия: так, в толковом словаре Даля птица обозначена словом драхва́ с синонимами драфа и дуда́к, а на страницах «ЭСБЕ», дрофа описывается С. В. Безобразовым и Н. М. Книповичем под названием дрохва с синонимами, помимо упомянутых, тудак и драп. Словом дрохва птица и сейчас называется по-украински.
Русское слово «дрофа» восходит к праслав. *dropъty, являющемуся словосложением основ «быстро бегать» и «птица» (такой же тип словосложения наблюдается в слове *kuropъty «куропатка»).

## Описание

### Внешний вид
Очень крупная птица массивного телосложения, с широкой грудной клеткой и толстой шеей. Самцы размером примерно с индюка, при этом почти вдвое тяжелее самок: их масса составляет 7—16 кг при длине до 105 см, в то время как самки обычно имеют длину 75—80 см и весят 4—8 кг. Крылья довольно длинные и широкие, их размах 190—260 см. Хвост также достаточно длинный, на конце имеет округлую форму. От других птиц дрофу нетрудно отличить не только по размерам, но и по мощным неоперённым ногам, хорошо приспособленным для передвижения по земле, а также по пёстрому окрасу оперения.
Оперение пёстрое из сочетания рыжего, белого, серого и чёрного цветов. Голова и шея пепельно-серые, более светлые у восточных популяций. Остальной верх рыжевато-охристый с чёрным поперечным струйчатым рисунком. Грудь, брюхо, подхвостье и испод крыла белые. Весной и до конца лета у самца появляются каштаново-рыжий ошейник и так называемые «усы» — жёсткие нитевидные перьевые пучки от основания клюва, направленные назад. Первостепенные маховые тёмно-бурые, второстепенные — бурые с белыми основаниями. Самка вне зависимости от сезона окрашена так же, как самец осенью и зимой. Радужка тёмная, клюв сероватый. Ноги сильные и довольно длинные, зеленовато-бурого цвета. На ногах три пальца.
Различают 2 подвида дрофы. Первый — O. t. tarda, распространённый на большей части ареала к востоку до западного и юго-западного Алтая, имеет более тёмный серый окрас головы и шеи и более расплывчатый рисунок верхней части тела с узкими чёрными полосками пестрин. «Усы» у этой номинативной формы развиты только по бокам головы, в то время как у второго подвида, O. t. dubowskii, обитающего к востоку от Тувы, Минусинской котловины, северо-восточного и юго-восточного Алтая, они также имеются и в нижней части горла. У восточной расы рисунок спины более резкий и грубый, чёрные полоски на спине более широкие.

### Передвижение
Полёт несколько напоминает таковой у орлана-белохвоста — с постоянными и глубокими взмахами крыльев, грациозный, размеренный, но тем не менее быстрый. Шея вытянута вперёд, а ноги назад. В воздухе птицу определить можно по большим белым полям на крыльях и тёмным маховым перьям. Несмотря на то, что дрофа прекрасно летает, она всё же предпочитает передвигаться по земле. Непотревоженная птица ходит медленно, при этом шею держит в вертикальном положении; при необходимости способна быстро бегать. Ведёт себя осторожно — при первых признаках опасности предпочитает затаиться среди высокой травы, а если это не удаётся, то немедленно улетает. Испуганная дрофа делает разбег против ветра метров 30, после чего взлетает и летит по прямой линии. В воздухе группа дроф держится вразброд на разной высоте, не образуя какой-либо определённой фигуры.
Чаще всего дрофы встречаются небольшими группами, состоящими из особей одного пола, изредка поодиночке. Осенью и зимой сбиваются в стаи.

### Вокализация
Обычно молчаливая птица. Токующий самец при выпуске воздуха из горлового мешка издаёт короткий блеющий звук, слышимый только с близкого расстояния. Самка подзывает птенцов отрывистым глухим криком. Только что вылупившиеся птенцы пищат, подросшие издают дребезжащие трельки.

## Распространение
| Страна/регион                     | Численность гнездящихся птиц (голов) |
| --------------------------------- | ------------------------------------ |
| Австрия                           | 175                                  |
| Болгария                          | 0                                    |
| Китай (северо- западный Синьцзян) | 2000—3000                            |
| Чехия                             | 1—6                                  |
| Германия                          | 110                                  |
| Венгрия                           | 1353                                 |
| Иран                              | 89—161                               |
| Казахстан                         | 0—50                                 |
| Молдова                           | 0                                    |
| Монголия, Маньчжурия и Забайкалье | 1500—1700                            |
| Марокко                           | 91—108                               |
| Португалия                        | 1399                                 |
| Румыния                           | 0—4                                  |
| Европейская часть России          | 8000—11000                           |
| Сербия и Черногория               | 35—40                                |
| Украина                           | 500—850                              |
| Словакия                          | 8—16                                 |
| Испания                           | 27500—30000                          |
| Турция                            | 764—1250                             |
| Всего                             | 43500—51200                          |

### Гнездовой ареал
Изначальные границы области распространения дрофы остаются неизученными; по анализу занимаемых биотопов предполагают, что её природный район обитания был связан с северными луговыми степями, богатыми высокотравьем. С развитием человечества лес постепенно вырубался и отступал на север, что позволило птицам расселиться на зачищенные территории. Своего апогея ареал, по всей видимости, достиг в XVIII веке, когда площадь остепененных участков достигла своего максимума. Ещё в конце XIX — начале XX века дрофа была широко распространена в полосе степей, лесостепей и частично полупустынь в Северо-Западной Африке и Евразии от Пиренейского полуострова до Монголии и южного Приморья. Были времена, когда дрофа гнездилась далеко за пределами степной зоны в северной части Европы. Однако обширный ареал распался на множественные изолированные островки, которые и сохранились до настоящего времени. Начиная с XIX века дрофа полностью исчезла во многих странах Европы и Азии — в Великобритании (1832), Швеции (середина XIX века), Франции (1863), Греции (конец XIX века), Сирии (1931), Азербайджане (1940-е), Польше (1986) и Молдове (2000). Почти полностью угасли гнездовые популяции в Чехии, Словакии, Болгарии и Румынии.
В Африке осталась лишь одна крохотная популяция на северо-востоке Марокко. В Европе разрозненные очаги ареала отмечены на Пиренейском полуострове, в Австрии в районе озера Нойзидлер-Зе, в Венгрии в Средне-Дунайской низменности между Дунаем и Тисой (район, известный под названием «Пуста»), на севере Германии, в Румынии (на грани исчезновения). На Ближнем Востоке дрофа гнездится в Турции и на северо-западе Ирана. С 2004 года ведётся попытка реинтродуцировать дрофу в Великобритании, где она когда-то обитала.
На территории бывшего СССР сохранилось несколько изолированных участков, где дрофы размножаются регулярно: Причерноморский (степи Северного Причерноморья, Крым), Донской, Средневолжский (главным образом левобережье Волги в Саратовской области), Нижневолжский, Предкавказский, Каспийско-Уральский, Тургайский, Предалтайско-Сибирский, Восточно-Казахстанский, Хакасско-Тувинский, Забайкальский и Приамурский. Последние две популяции большей частью обитают за пределами России на территории Монголии и Маньчжурии.

### Миграции
В зависимости от района обитания оседлый, частично перелётный или перелётный вид. На Пиренейском полуострове дрофы практически не покидают гнездовой ареал, хотя обитающие в Андалусии птицы в зимнее время иногда откочёвывают в сторону дельты реки Гвадалквивир. Популяции центральной части Европы также преимущественно оседлые, однако в суровые снежные зимы они ранее часто (но не всегда) перемещались на несколько сотен километров в западном и юго-западном направлениях. Так, из Германии дрофы мигрировали в страны, прилегающие к Северному морю, — Нидерланды, Бельгию и Францию, из района Карпат — в Италию через Хорватию и Словению, а также на Балканы (Сербию, Черногорию, Албанию и Грецию). По мнению специалистов, склонность к миграции связана не с низкими температурами как таковыми, а главным образом с толщиной снежного покрова, вследствие которого птицы теряют способность добывать себе корм. В последние годы миграция в этих районах не наблюдалась вследствие слишком малого количества птиц и изобилия кормового рапса. В Турции в холодное время года часть птиц откочёвывает в малоснежные районы, но за пределы страны не улетает.
Популяция России и юга Украины, включая Степной Крым и приморские районы Херсонской области, также преимущественно оседла. Более того, зимой здесь собирается большое количество перелётных дроф из других регионов. Птицы, гнездящиеся в Европейской части России, Казахстане и Западной Сибири, в основном типичные мигранты (исключение — частично оседлые популяции Саратовской и Воронежской областей). Большей частью они зимуют в южной Украине, в северо-западной части Прикаспийской низменности в Дагестане и в Калмыкии (в частности, в заповеднике Чёрные Земли), в степном Азербайджане, в меньшей степени на Карском нагорье на востоке Турции, в Иране и Ираке, минуя Грузию и Армению. Ещё сравнительно недавно дрофы массово зимовали в районах Иссык-Кульской котловины, Чуйской долине, остепнённых долинах Туркменистана и Таджикистана. В настоящее время в этих местах отмечены лишь единичные наблюдения этих птиц. Дрофы восточной расы большей частью зимуют в бесснежных долинах в пределах ареала. Часть забайкальской популяции постоянно мигрирует на юг в восточные районы Китая вплоть до долины Янцзы.

### Места обитания
Дрофа некогда населяла исключительно девственные степи и полупустыни, однако вследствие хозяйственной деятельности человека населяемые ею биотопы изменились и стали более разнообразными, а первоначальные были практически утрачены. В настоящее время дрофа селится преимущественно на полузасушливых открытых ландшафтах в лесостепной, степной и полупустынной зонах Евразии, где годовая норма осадков не превышает 600 мм.
Гнездится большей частью на равнине, хотя иногда заходит в горные степи. Предпочитает ровные и слабо холмистые участки степей и лугов с достаточно высокой, но не очень густой растительностью, избегая оврагов, балок, сильных возвышенностей и каменистой местности. Птица также отсутствует в настоящих пустынях, переувлажнённых низинах, на сильно засоленных участках степи. Если западный подвид вообще избегает какой-либо древесной растительности, включая кромку леса и степи саванного типа (с группами деревьев), то в юго-восточном Забайкалье дрофы наоборот селятся на открытых ландшафтах с редкими кустарниками или деревьями, на опушках, полянах, на краю речных пойм и влажных низин с кустарниками. В этом случае самки с потомством держатся недалеко от кустов или других укрытий и в случае опасности прячутся среди них.
Птица спокойно переносит низкие температуры и по этой причине иногда заселяет расчищенные участки более северной полосы лесов; однако она чувствительна к продолжительному снежному покрову и обильным снегопадам.
Обычные места обитания — полынные и злаковые (главным образом ковыльные) степи, высохшие торфяники, луговые озёрные котловины и поймы рек. Птица хорошо приспособилась к антропогенным ландшафтам и нередко отдаёт предпочтение полям с озимыми культурами, залежам, сенокосным участкам, пашням, засеянным рапсом, кормовой капустой и люцерной. На юге Сибири и в Казахстане отмечены поселения этих птиц на посевах картофеля и подсолнечника. Для гнездовий наиболее охотно выбирает места с достаточно высокой травянистой растительностью.

## Питание
Питание смешанное, соотношение растительных и животных кормов меняется в зависимости от района обитания, пола, возраста и доступности в данный период времени. Взрослые птицы охотно кормятся побегами, листьями, семенами и соцветиями диких и культурных растений из семейств Астровые (одуванчик, козлобородник, кульбаба, осот огородный, пижма обыкновенная, бодяк полевой, ястребинка, скерда, арнозерис), Бобовые (клевер ползучий, клевер луговой, горох посевной, эспарцет виколистный, люцерна посевная), Капустные (редька полевая, редька посевная, турнепс, рапс, горчица чёрная, капуста огородная), Подорожниковые, Мятликовые (типчак, козлец и др.). При недостатке вышеперечисленных кормов в течение короткого промежутка времени может питаться побегами с более жёсткой, волокнистой структурой — например, свёклой. Последнее иногда приводит к преждевременной гибели птиц из-за проблем с пищеварением. Иногда употребляет в пищу корневища трав — пырея ползучего, птицемлечника зонтичного, лука.
Основу животных кормов составляют насекомые и их личинки, среди которых особую роль играют прямокрылые (саранча, сверчки, кузнечики, медведка) и жуки (жужелицы, мертвоеды, чернотелки, пластинчатоусые, долгоносики и листоеды). Последние включают в себя колорадского жука. Реже ловят клопов и гусениц бабочек. Птенцы выкармливаются муравьями из рода формика и их куколками. При случае птицы употребляют в пищу дождевых червей, улиток, изопод, уховёрток, лягушек, ящериц, птенцов гнездящихся на земле птиц (таких как полевой жаворонок). В годы массового размножения охотятся на мелких грызунов. Дрофам также необходима питьевая вода. Летом стайки птиц периодически летают на водопой, зимой кормятся снегом.
Корм добывает в светлое время суток, в основном в утренние и вечерние часы. В пасмурные дни может кормиться и днём. Щиплет траву, медленно передвигаясь по земле и делая частые остановки. В отличие от журавлей, дрофа никогда не раскапывает грунт и не ворошит травяной «войлок» ни ногами, ни клювом, а лишь склёвывает открытый корм. Животных ловит быстрым ударом клюва. Перед тем как проглотить добычу, птица нередко сильно встряхивает её либо добивает на земле. Чтобы догнать быстро передвигающуюся дичь, дрофа может сделать несколько быстрых прыжков за ней. Крупная добыча вроде полёвок заглатывается резким броском головы вперёд. Для лучшего переваривания пищи дрофа заглатывает мелкие камешки, которые впоследствии в желудке выполняют роль жерновов.

## Размножение

### Общие сведения
Самцы приступают к размножению в возрасте 5—6 лет, самки — в возрасте 3—4 лет. К местам гнездовий перелётные дрофы возвращаются ранней весной, когда только появляются первые проталины — в разных частях ареала это может быть в марте либо первых числах апреля. Весенний перелёт происходит в светлое время суток, как правило, парами либо группами из 3—6 особей, реже в одиночку. До середины апреля (в Европе — до середины марта и даже раньше), пока не обсохнет земля, птицы держатся небольшими стаями, после чего собираются неподалёку на заранее определённых площадках — токовищах, где самцы выполняют сложную брачную церемонию. Такая площадка, постоянная из года в год, представляет собой ровное открытое место, вершину либо склон пологого холма. Постоянных пар как таковых нет, каждый самец стремится одновременно завладеть несколькими самками. В то же время и самки могут поочерёдно спариваться с несколькими самцами. Обычно самок в группе больше, и такая несбалансированность приводит к тому, что каждый самец в среднем обслуживает «гарем» из 2-3 и более самок. Токование продолжается до конца мая, иногда до начала июня. В исключительных случаях отмечено брачное поведение с июля по ноябрь.

### Брачная церемония
Брачное действие интенсивнее всего происходит ранним утром до 8 часов, в меньшей степени в предвечерние (после 16 часов) или редко в дневные часы. На площадке собирается один или несколько самцов (в больших скоплениях их может быть до нескольких десятков, но в настоящее время это большая редкость), каждый из них имеет свой обособленный участок диаметром до 50 м. В исходном положении токующий самец демонстрирует участки белого оперения на крыле и подхвостье — слегка опускает крылья и поднимает вертикально хвост, но не расправляет его веером. Время от времени самец ещё больше опускает крылья вниз и назад, закидывает хвост на спину. Его шея, в обычном положении направленная вперёд, выгибается в обратную сторону; на зобу сильно раздувается горловой мешок, перья горла и «усы» становятся дыбом. Голова вдавлена в плечи таким образом, что из-за вздутого горла и взъерошенного оперения спины её почти не видно. В конце концов наступает кульминационный момент, при котором птица напоминает бесформенный белый комок. В такой позе птица топчется и крутится 10—15 секунд, после чего выпускает воздух из горлового мешка и принимает исходную позицию. При выдохе воздуха раздаётся негромкий глухой звук, слышимый на расстоянии не более 50 м. Поза нередко повторяется раз в несколько минут, при этом птица может перейти на новое место с частично раздутым горлом. Если самцов несколько, то между ними возможны конфликты за право на лучший участок, однако по сравнению с некоторыми видами тетеревов агрессивное поведение в этом случае гораздо более слабое. Привлечённые демонстративным поведением самцов, токовище посещают самки — они могут появиться как поодиночке, так и небольшими группами. Самец старается окружить заинтересовавшую его самку, и обычно на периферии участка происходит спаривание.

### Гнездо и кладка
Сроки откладки яиц примерно одинаковые во всех частях ареала, но из-за погоды могут быть сильно растянуты во времени. В целом птицы приступают к гнездованию с середины апреля по конец мая. Одна кладка в сезон; сведения о повторной кладке в случае утраты первоначальной противоречивы: в центральной Европе и России такие случаи отмечены были, в Португалии считаются маловероятными. Гнездо представляет собой ямку в грунте, обычно диаметром 25—35 см и глубиной 5—10 см. Его обустройством занимается самка: вначале она делает лапами углубление, затем клювом выдёргивает оставшиеся стебли трав и наконец вращательными движениями тела придаёт ямке округлую форму. Гнездо может быть как полностью открытым, так и замаскировано под пучком травы. Бывает, что первоначально гнездо расположено на только что засеянной пашне, однако за период насиживания и выхаживания птенцов всходы полностью скрывают его. Подстилка как таковая отсутствует, но в гнезде может непреднамеренно оказаться несколько травинок. Расстояние между соседними гнёздами чаще всего измеряется сотнями метров, но может быть и небольшим — 35—40 м.
В кладке, как правило, два, реже одно яйцо. Очень редко попадаются гнёзда с тремя яйцами, хотя в середине XX века такие случаи были отмечены достаточно часто. Яйца похожи на журавлиные, но более округлые. Их размеры: (73—90) х (53—67) мм. Окраска достаточно сложная. Основной фон — от светло-глинистого до оливково-зеленоватого, изредка голубоватый. По всему яйцу разбросаны пятна различной величины: от неясной размытой сыпи до крупных с неправильной формой. Цвет пятен буровато-коричневый с неясными контурами. Скорлупа сильно блестит.

### Насиживание и птенцы
Насиживание начинается с первого яйца и продолжается 21—28 дней. Сидит одна самка; самцы никакого участия в дальнейшей судьбе потомства не принимают. После начала насиживания самцы постепенно сбиваются в однополые стайки и откочёвывают к местам линьки. Среди высокой травы обнаружить самку достаточно сложно — она сидит плотно и тихо, прижимаясь к грунту; пёстрая окраска птицы хорошо скрывает её посреди даже не очень высокой растительности. При приближении человека птица подпускает его на близкое расстояние; при опасности пытается отвести от гнезда, изображая раненую птицу. На вспаханном поле, где дрофу заметно издалека, птица становится пугливой даже на расстоянии 150—200 м. В жару самка укрывает яйца своей тенью, утром (8—12 часов) и вечером (17—21 час) оставляет гнездо и кормится на расстоянии до 300—400 м от гнезда.
Птенцы выводкового типа, появляются на свет асинхронно с тем же интервалом, что и были отложены яйца, — один птенец в сутки или двое. Обсохнув, они все вместе покидают гнездо, однако первые 3—5 дней, будучи ещё слабыми и малоподвижными, держатся в непосредственной близости от него. Основная пища птенцов в этот период — муравьиные яйца, которые добывает для них мать. Позже самка уводит выводок в степь, и подросшие дрофята начинают добывать себе корм самостоятельно, хоть и получают подкормку ещё в течение 2—3 недель. До того, как птенцы начинают летать, выводки ведут себя скрытно и разобщённо. В возрасте 30—35 дней молодые становятся на крыло, достигая к этому времени массы около 1,5—2 кг и вполовину достигая роста матери. В конце июля — начале августа выводки объединяются и покидают гнездовые места. Птенцы держатся возле матери до зимы, а иногда и до следующей весны.

## Линька
У взрослых птиц линька два раза в год — полная осенняя послебрачная и частичная весенняя предбрачная. Во время полной линьки смена перьев головы, тела и хвоста, как правило, продолжается с конца июня или первой половины июля до конца сентября либо начала октября. Самцы обычно линяют несколько раньше, нежели чем самки. С июля по сентябрь происходит замена первостепенных маховых, при этом, как правило, отдельные перья меняются попарно — это помогает птице не утрачивать способность к полёту. Не все маховые меняются за один сезон, полная смена растягивается на две полные линьки. Второстепенные маховые, по всей видимости, сменяются нерегулярно. Во период весенней линьки идёт замена мелкого оперения и иногда отдельных маховых.
В первый год жизни три линьки в год — гнездовая, первая зимняя и первая брачная, которым предшествуют первый и второй пуховой наряды. Первое оперение на крыльях начинает развиваться в возрасте 6 дней, одновременно со сменой пуха на остальной части тела. Гнездовая линька, во время которой происходит частичная замена маховых и рулевых, наступает в возрасте около 40 дней. Во время первой зимней линьки, которая начинается в возрасте 3 месяцев, происходит полная замена оперения; во время первой весенней (февраль — июнь) — часть рулевых, маховых, большие и нижние кроющие крыла, частично оперение тела.

## Естественные враги
У взрослых дроф не так много естественных врагов. На самок иногда нападают орлы (беркут, степной орёл, могильник) и орлан-белохвост. Из наземных хищников опасность представляют обыкновенная лисица, корсак, волк, барсук, бродячие собаки и кошки и, возможно, степной хорёк.
Особая опасность пострадать от действий хищников отмечена среди кладок яиц и птенцов, особенно в районах с высоким уровнем беспокойства со стороны человека. Разорением гнёзд в первую очередь занимаются синантропные врановые (грач, серая и чёрная вороны, сорока), а также обыкновенная лисица. Грачи обычно сопровождают сельскохозяйственную технику во время полевых работ и разоряют гнёзда в тот момент, когда потревоженные наседки покидают гнёзда. Другие охотники за яйцами и молодняком — луговой и полевой луни, курганник и бродячие собаки.

## Систематика
Дрофа относится к монотипическому роду Otis (в ранних классификациях в эту группу включали также стрепета) семейства дрофиных. Первое научное описание вида появилось в 1758 году в работе Карла Линнея «Система природы». Название рода происходит от др.-греч. οὖς, в род. п. ὠτός, означающего «ухо». Видовое название в переводе с латыни означает «медленная, медлительная», что вряд ли применимо к самой птице, так как дрофа — хороший бегун.

## Дрофа и человек
Хозяйственная деятельность человека сначала сыграла положительную роль в распространении дроф, однако затем стала причиной их деградации. В начале I-го тысячелетия большая часть Европы и Дальний Восток были покрыты лесами, где для дроф просто не было подходящих мест для гнездовий. В частности, это относится к Пиренейскому полуострову, где к настоящему времени сохранилась наиболее многочисленная популяция этих птиц. Однако лес вырубался под посевы, и на освободившиеся открытые участки переселялись дрофы. Изначально птица полузасушливых степей, дрофа стала обитать в непривычных для себя климатических условиях — в северных умеренных широтах и влажном Средиземноморье. Изменились и биотопы, на которых гнездились птицы. Почти не осталось девственной степи — она либо распахивалась под посевы, либо использовалась под выпас скота. Соответственно и жизнь дроф оказалась тесно связана с агроценозами — пашнями, залежами, полями. Полагают, что максимальный ареал дрофы был достигнут к XVIII веку, когда она гнездилась во Франции, Швеции и Великобритании. Последнее обстоятельство нашло отражение на флаге графства Уилтшир.
- Дрофа на флагах, гербах, монетах, марках
- Флаг графства Уилтшир (Англия)
- Дрофа на зелёном поле на гербе Льгова
- Дрофа на памятной монете Казахстана
- Дрофа. Монета Банка России — Серия: «Красная книга», серебро, 1 рубль, 2004 год
- Почтовая марка, 2024 год

### В литературе
По свидетельствам очевидцев, в XIX веке дрофа была одной из наиболее многочисленных птиц на юге России. Как писал Н. К. Черников в статье «Очерки ружейной охоты на Задонских степях и по рекам Салу и Манычу», «приходилось проезжать среди беспрерывных стад дроф буквально на протяжении десятков вёрст». Ещё ранее, в 1780 году, эта птица появилась на гербе города Льгов тогдашнего Курского наместничества. В Полном собрании законов Российской империи описание герба выглядит следующим образом: «В первой части герб Курский. Во второй части щита птица дрохва, которых в окрестностях сего города плодится много». В. П. Плотников, посетивший в 1885 году высокогорную долину Чиликты, зажатую между хребтами Манрак и Тарбагатай на юго-востоке Казахстана, отмечает, что «нет, кажется, никакой птицы, которая попадалась бы в Чиликтинской долине в таком огромном количестве, как дрофа. Достаточно сказать, что перед отлётом долина бывает сплошь усеяна ими; в это время в какой-нибудь час езды по долине их можно встретить тысячи…»
Дрофа издревле считалась «княжеской» дичью, на неё часто охотились, нередко с помощью гончих собак и ловчих птиц. Популярным объектом охоты она считалась и в России в XIX и первой половине XX веков. Известный русский писатель С. Т. Аксаков, заядлый охотник, описывает дрофу следующим образом:

Станом и статью, образованием головы, носа и ног она очень похожа на дворовую большую индейку. Молодая дрофа в первый год пером иссера-глинистая, но с возрастом выцветает и делается год от году белее. Голова у дрофы и шея какого-то пепельного или зольного цвета; нос толстый, крепкий, несколько погнутый книзу, в вершок длиною, тёмно-серый и не гладкий, а шероховатый; зрачки глаз жёлтые; ушные скважины необыкновенно велики и открыты, тогда как у всех других птиц они так спрятаны под мелкими пёрышками, что их и не приметишь; под горлом у ней есть внутренний кожаный мешок, в котором может вмещаться много воды; ноги толстые, покрытые крупными серыми чешуйками, и, в отличие от других птиц, на каждой только по три пальца. Петух, или самец, кроме большей величины, отличается тем, что у него по обеим сторонам головы растут перья, вихрястые или хохластые, а около подбородка, вдоль шеи, висят косицы длиною вершка в два с половиной, в виде гривы или ожерелья, распускающегося, как веер: всего этого нет у курицы, или дрофиной самки, да и вообще зольный цвет головы и шеи, ржавая краснота перьев и тёмные струи по спине у самца ярче. Пух у дрофы редкий, иссера-розовый; даже пёрышки на брюхе и спине у самых корней имеют розовый цвет.

### Причины деградации
Причиной катастрофического падения численности дроф послужили два фактора, оба из которых связаны с человеком. В первую очередь это массовая и неконтролируемая охота, достигшая своего апогея в XIX и первой половине XX веков. О масштабах истребления можно судить по статье «Охота на драхв в России», опубликованной в 1837 году в одном журнале. Автор этой статьи утверждает, что за 20 лет добыл несколько сотен птиц, охотясь на территории современных Воронежской и Днепропетровской областей. Особенно бедственным положение дроф оказывалось поздней осенью. У большинства птиц над хвостовым позвонком развита копчиковая железа, маслянистыми выделениями которой смазываются перья для предохранения от намокания. У дрофы такая железа отсутствует, во время заморозков намокшие крылья смерзаются и утрачивают способность к полёту. В таком положении дроф забивали палками. Истребление также сказалось на последующем неравномерном соотношении полов, поскольку крупные старые самцы оказывались более желанной добычей.
Вторая важная причина связана с расширением сельскохозяйственных земель и усовершенствованием методов обработки земли. Так, в Великобритании дрофа исчезла в первой половине XIX века после того, когда получили широкое распространение вспашка и рыхление полей с применением конной тяги. Механизация сельхозтехники и приватизация земель в странах Восточной Европы ещё больше усугубили ситуацию, нередко кладки яиц запахиваются в землю во время сева либо уничтожаются тракторами при проведении других сельскохозяйственных работ. Определённое значение имеет фактор беспокойства — потревоженные человеком или пасущимся скотом наседки навсегда покидают гнёзда, которые тут же разоряют грач и другие хищники.
Ещё одна важная причина вымирания — отведение площадей, пригодных для гнездования птиц, под хозяйственные нужды: распашка целинных и залежных земель, интенсивный сенокос, высаживание лесополос, строительство ирригационных систем, дорог и высоковольтных линий передач, огораживание территорий. Высокой степени гибели кладок, наряду с механизацией, также способствуют использование удобрений и пестицидов, пожары и хищничество. На Украине и в Китае большую опасность представляет браконьерство. На Украине и в России вследствие отсутствия пастбищных животных (таких как лошадь Пржевальского, тарпан, кулан, сайга и зубр) запущенные сельхозугодия часто зарастают крупными сорными растениями, вследствие чего уменьшаются территории, пригодные не только для гнездования, но и даже зимовки дрофы.

### Охрана и меры по восстановлению
Только начиная с середины 1960-х годов численность дроф в мире сократилась более чем на 30 %, что послужило толчком к заключению целого ряда национальных, двусторонних и международных конвенций, регулирующих охрану этого вида. В частности, дрофа занесена в Приложение I директивы Совета Европы, в Приложение II Бернской конвенции, в Приложение I Боннской конвенции, в Приложение II СИТЕС. В Международной Красной книге МСОП дрофа имеет статус вымирающего вида (категория EN). В Красной книге России европейскому подвиду O. t. tarda присвоена категория 3 (редкий вид), восточно-сибирскому O. t. dubowskii — категория 2 (подвид, численность которого сокращается по всему ареалу). Восточно-сибирский подвид поселяется на открытых территориях. Типичный биотоп — злаковые степи и широкие луга, не избегает сухих грив среди заболоченных территорий и песков с лугоподобными участками. Нередко гнездится на заболоченных луговинах по долинам рек и вокруг лесных озёр, окруженных лиственничной тайгой. Двусторонние соглашения об охране мигрирующих птиц Россия подписала с Индией, Японией, Республикой Корея и КНДР.
За последние 20 лет появилось несколько программ, целями которых стали восстановление численности дрофы и возвращение её в места, где она была полностью истреблена. В 1999 году был создан международный благотворительный фонд сохранения степи и воспроизводства восточноевропейской популяции дрофы под названием «Международный фонд дрофы». В 2001 году ряд европейских стран (Австрия, Албания, Болгария, Венгрия, Германия, Греция, Македония, Молдова, Румыния, Словакия, Хорватия, Чехия и Украина) подписали Меморандум о взаимопонимании по сохранению и управлению среднеевропейской популяцией дрофы (англ. The Great Bustard Memorandum of Understanding), в котором для каждого региона был представлен план действий по сохранению биотопов, восстановлению популяций, предотвращению незаконной охоты, рыночного оборота и фактов излишнего беспокойства птиц. В качестве мер были предложены частичное изъятие земель из сельскохозяйственного оборота, выплата денежной компенсации фермерам, на чьих землях гнездятся дрофы, информирование охотничьих организаций и населения. Кроме того, в рамках Меморандума было анонсировано об организации дополнительных исследований биологии вида, совместного мониторинга и взаимодействия.
Первые попытки разведения дроф были предприняты на рубеже XIX—XX веков в Венгрии, однако первый успешный опыт реинтродукции выращенных птенцов на волю был осуществлён в 1919 году в районе Добрудша (Dobrudsha) в Румынии. В последующие годы, когда численность дроф в Европе катастрофически снизилась, в ряде стран были созданы программы по их размножению естественным путём в условиях содержания в питомниках. Параллельно были оборудованы лаборатории по искусственной инкубации яиц — до настоящего времени такие лаборатории существуют в Германии (Buckow и Steckby) и Венгрии (Dévaványa). Аналогичная лаборатория и биостанция были созданы в 1998 году в России в Саратовской области (посёлок Дьяковка Краснокутского района) под управлением Института проблем эволюции и экологии РАН. Сотрудники биостанции собирают яйца дрофы из обречённых на гибель кладок, после чего проводят их искусственную инкубацию в специально созданных для этого условиях, выращивают птенцов и подготавливают их для выпуска на волю. Ежегодно в питомнике инкубируется до 50 яиц, часть потомства ежегодно отправляется в Великобританию для реинтродукции в местах, где дрофа исчезла в первой половине XIX века.
Разведением дроф естественным путём пытаются заниматься зоопарки, однако это удаётся далеко не всегда. Первый успешный опыт размножения был отмечен в 1965 году в зоопарке Берлина. В Московском зоопарке первая кладка была получена в 2008 году, однако она оказалась неоплодотворённой.